# Лето (песня группы «Чи-Ли»)
«Лето» — песня российской группы «Чи-Ли», вошедшая в их дебютный альбом «Преступление» 2006 года. 

## О песне
Автором музыки и слов её является Сергей Карпов; песня была написана перед тем как группа перебралась из Калининграда в Москву. Как рассказала солистка Ирина Забияка, изначально ей песня не нравилась, она казалась ей «дурной и ни о чём», но Карпов настаивал, что песня «прикольная» из-за хука «хоп-на-най-на». Тем не менее, продюсер Velvet Music Алёна Михайлова предложила выпустить песню в качестве сингла из-за того, что она с «фишкой».

## Музыкальное видео
Музыкальное видео на песню было снято Евгением Курицыным, в нём участники предстали в образе хиппи.

## Отзывы
Музыкальный обозреватель Александр Горбачёв в своей книге «Не надо стесняться. История постсоветской поп-музыки в 169 песнях» написал следующее: «Прогулочная гитарная акустика, неприхотливый электронный бит, простой текст про погоду — группа „Чи-Ли“ вряд ли бы сумела выделиться из общей массы форматной эстрады, если бы не два обстоятельства. Первое — припев-рингтон „хоп-на-нэй-на“, по степени цепкости и мелодизму чем-то похожий на молдавскую группу O-Zone. Второе — голос Ирины Забияки: калининградская вокалистка пела так, будто русский ей не совсем родной, и таким голосом, что было непонятно, кому он принадлежит — мужчине или женщине. Продюсеры устроили из этого целый пиар-сюжет — но вообще-то, вокал Забияки зачаровывал и без всяких мистификаций».

## Чарты

### Еженедельные чарты
| Чарт (2006)      | Высшая позиция |
| ---------------- | -------------- |
| Россия (TopHit)  | 1              |
| СНГ (TopHit)     | 1              |
| Украина (TopHit) | 2              |

### Ежемесячные чарты
| Чарт (2006)      | Высшая позиция |
| ---------------- | -------------- |
| Россия (TopHit)  | 1              |
| СНГ (TopHit)     | 1              |
| Украина (TopHit) | 1              |

### Годовые чарты
| Чарт (2006)      | Позиция |
| ---------------- | ------- |
| Россия (TopHit)  | 20      |
| СНГ (TopHit)     | 17      |
| Украина (TopHit) | 15      |

### Декадные чарты
| Чарт (2000—2009) | Позиция |
| ---------------- | ------- |
| Россия (TopHit)  | 173     |
| СНГ (TopHit)     | 167     |